# CiSTm K0nFLiqT...
CiSTm K0nFLiqT... (si pronuncia System Conflict) è l'undicesimo e ultimo album dei The Mad Capsule Markets che riconferma il successo nella loro patria e in Europa. Il disco contiene una cover dei Joujouka: Let It Rip. La versione inglese si differenzia da quella giapponese, avendo una copertina leggermente differente più due bonus track, Pulse e Island dal vivo al Zepp Tokyo 2004 (da non confondersi quindi con il live 020120) e la traccia video di W.O.R.L.D.

## Tracklist
1. -Start Id– – 0:12
2. Retalk – 3:30
3. Bomb Idea – 2:20
4. Scary -Delete Streamin' Freq (From Fear Side) – 3:57
5. W.O.R.L.D – 4:25
6. Kurakkaa!!! (クラッカー!!!, Cracker!!!) – 3:48
7. Sunny Beach Rd. – 3:12
8. Grim Monster – 3:21
9. Loud Up!! – 2:44
10. She Loves It - Explore The New Day – 3:38
11. Let It Rip - Download From Joujouka – 4:50
12. Happy Ride – 3:11
13. CiSTm K0nFLiqT... – 4:21
14. Pulse [Live] (UK Bonus Track) – 3:23
15. Island [Live] (UK Bonus Track) – 5:15